# Ussat
Ussat ist eine französische Gemeinde mit 308 Einwohnern (Stand 1. Januar 2022) im Département Ariège in der Region Okzitanien (bis 2015 Midi-Pyrénées). Sie gehört zum Arrondissement Foix und zum Gemeindeverband Pays de Tarascon. Die Bewohner werden Ussatois genannt.

## Geografie
Die Gemeinde Ussat liegt in den Pyrenäen, 18 Kilometer südlich von Foix und etwa 25 Kilometer nördlich der Grenze zu Andorra. Durch das 4,34 km² umfassende Gemeindegebiet fließt die Ariège. Am Ende eines kleinen Ariège-Seitentales liegt das Dorf Ussat hochwassersicher auf etwa 500 m über dem Meer. Das südlicher gelegene Thermalbad Ussat-les-Bains am rechten Steilufer der Ariège gehört zur Nachbargemeinde Ornolac-Ussat-les-Bains. In Ussat gibt es keine Brücke über die Ariège. Um in das Gemeindegebiet westlich des Flusses und dort zur Grotte de Lombrives zu gelangen, müssen die Flussbrücken benachbarter Gemeinden genutzt werden. Nordöstlich, südöstlich und westlich von Ussat erheben sich teils bewaldete imposante Mittelgebirgskulissen mit Gipfeln von über 1000 m über Meereshöhe. Der höchste Punkt im Gemeindegebiet wird mit dem Cap de la Lesse im Westen erreicht (1189 m).
Weitere Gipfel:
- La Pique 1046 m
- Cap de Tartant 1045 m
- Clot de la Carnonnière 919 m

Nachbargemeinden von Ussat sind Arnave im Nordosten, Ornolac-Ussat-les-Bains im Südosten, Niaux im Südwesten sowie Tarascon-sur-Ariège im Nordwesten.

## Bevölkerungsentwicklung
| Jahr      | 1962 | 1968 | 1975 | 1982 | 1990 | 1999 | 2006 | 2012 | 2022 |
| Einwohner | 175  | 231  | 268  | 281  | 317  | 372  | 327  | 345  | 308  |

Im Jahr 1999 wurde mit 372 Bewohnern die bisher höchste Einwohnerzahl ermittelt. Die Zahlen basieren auf den Daten von cassini.ehess.fr und INSEE.

## Sehenswürdigkeiten
- Kirche Saint-Jean-Baptiste
- Höhle Grotte des Églises über dem rechten Ufer der Ariège
- Höhle Grotte de Lombrives über dem linken Ufer der Ariège
- Flurkreuze

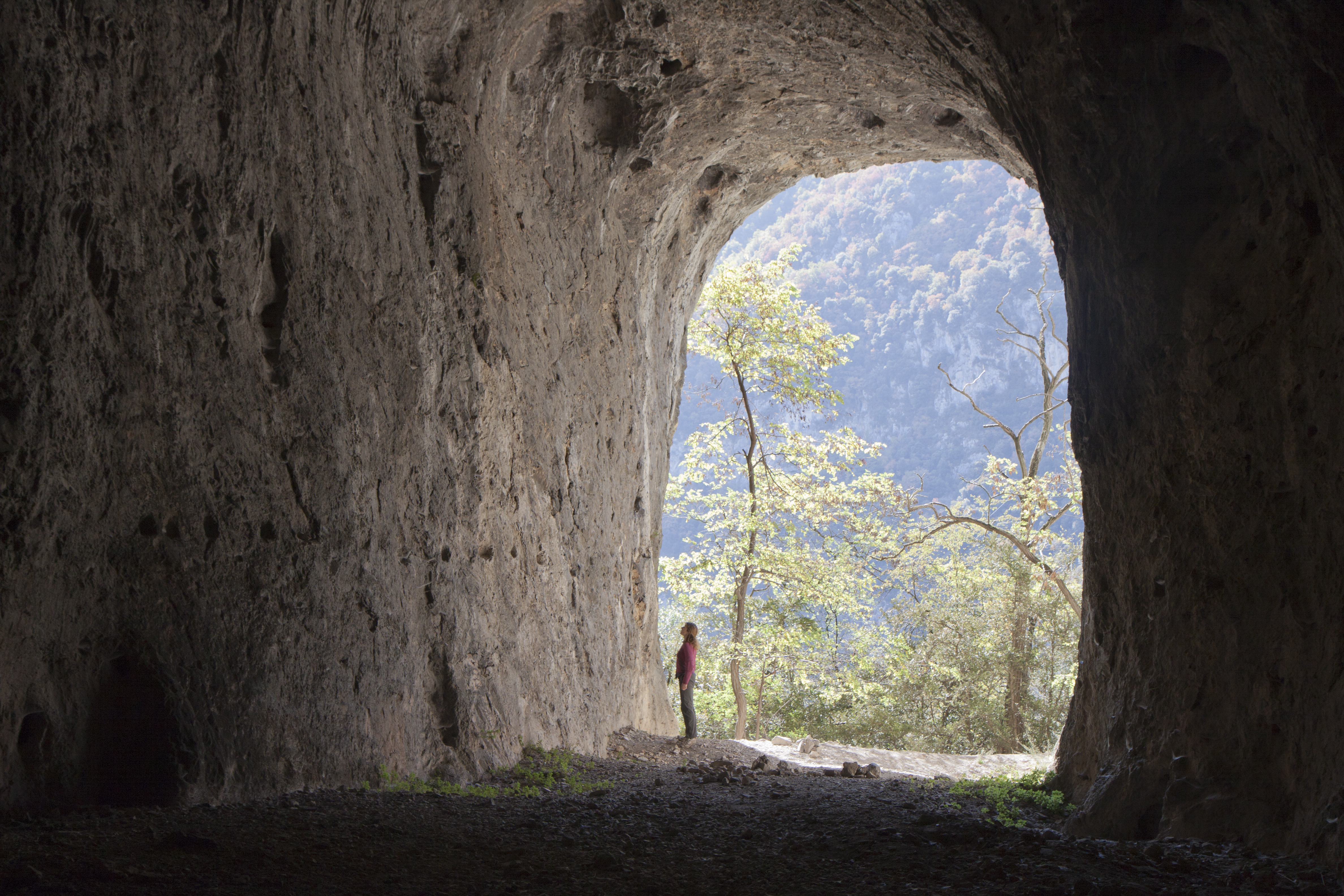
Eingang der Grotte des Églises
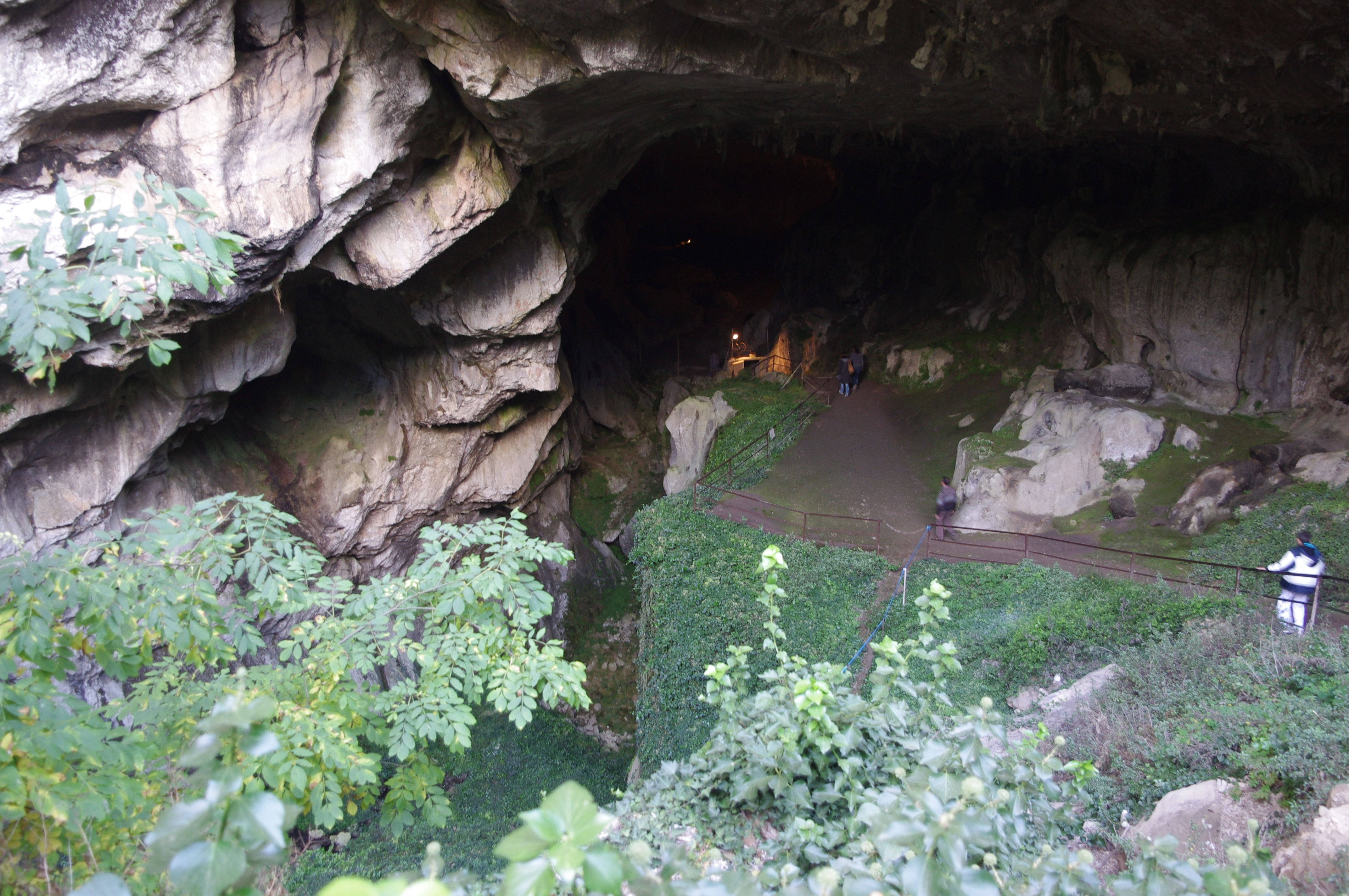
Grotte de Lombrives

## Wirtschaft und Infrastruktur

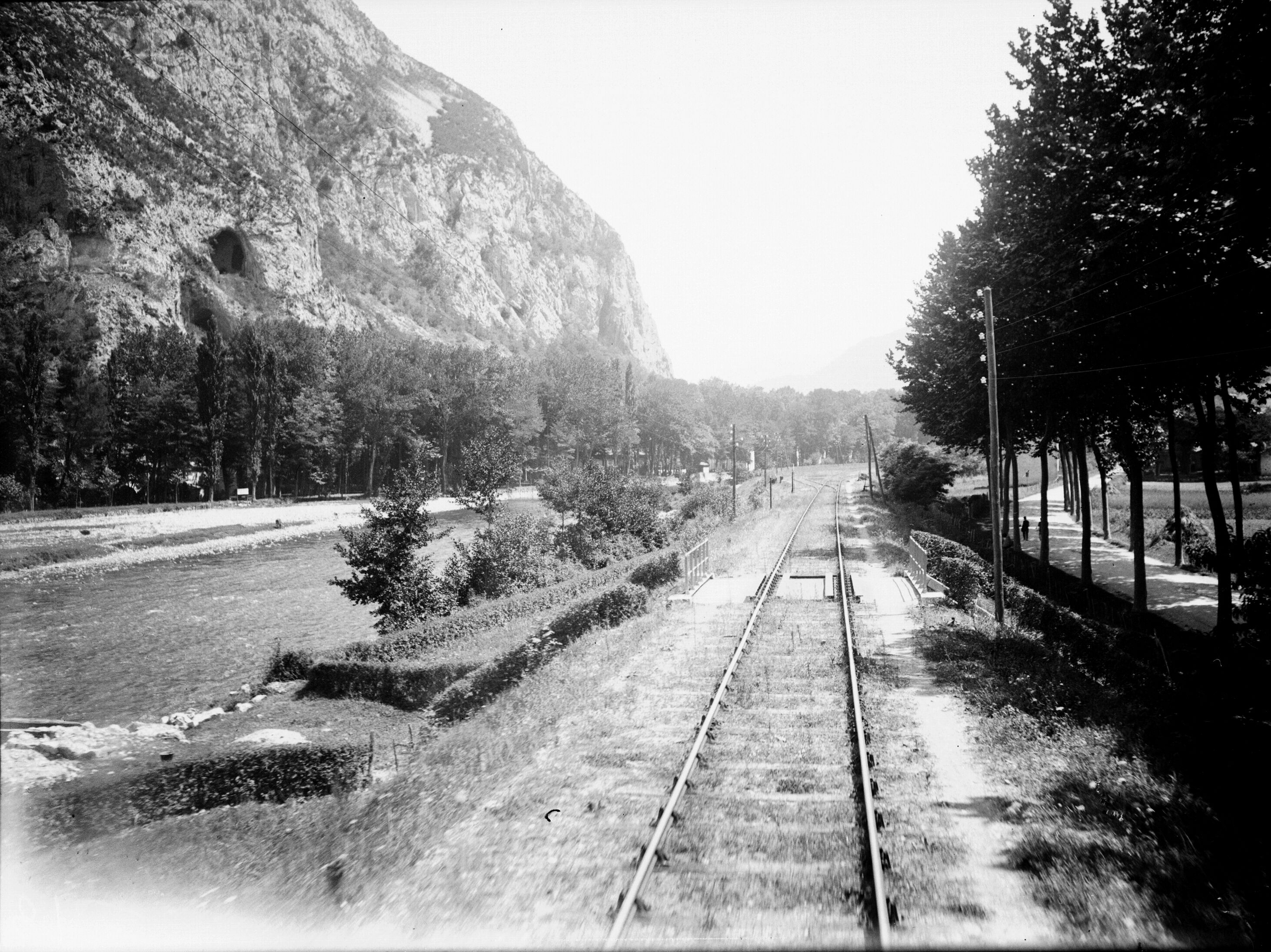
Gleis der Bahnstrecke Portet-Saint-Simon–Ax-les-Thermes bei Ussat, 1906

In Ussat sind drei Landwirtschaftsbetriebe ansässig (Schaf- und Ziegenhaltung, Futtermittelanbau).
Auf der linken Seite der Ariège verläuft die RN 20 / E 9 von Tarascon-sur-Ariège nach Puigcerdà in Katalonien; parallel dazu die Bahnstrecke von Portet-Saint-Simon nach Puigcerdà.

## Belege
1. ↑  Ussat auf annuaire-mairie.fr
2. ↑  Ussat auf insee.fr
3. ↑  Landwirtschaftsbetriebe auf annuaire-mairie.fr (französisch)